# Edward Bouverie Pusey
Edward Bouverie Pusey (født 22. august 1800, død 14. september 1882) var en teologisk professor i Oxford.
Efter sin studietid i Oxford, hvor han navnlig lagde sig efter semitiske sprog, rejste han til Tyskland, hvor han studerede under Schleiermacher og Eichhorn og sluttede venskab med Tholuck og Neander.
Hans første bog (An historical Enquiry into the probable causes of the Rational Character lately predominant in the Theology of Germany 1828) viste, at han var stærkt påvirket af tyskerne. Denne bog blev modtagen med stor kølighed, og Puseys udvikling kom til at gå i helt andre baner, end man efter hans første fremtræden skulde formode. 
Han var fellow af Oriel College fra 1824 og blev 1828 professor i hebraisk. 1827 havde han lært Newman nærmere at kende og var af denne bleven vunden for den unge Oxfordbevægelse, hvor han snart trådte frem som leder ved siden af Newman.
En teologisk forening blev stiftet og holdt møder i hans hus, og foredragene, som blev holdt her, danner begyndelsen til de berømte Tracts for the Times. Til disse gav også Pusey væsentlige bidrag; han skrev om sakramenterne (Scriptural Views of Holy Baptism 1835 og Tract on the Holy Eucharist 1836).
Han forsvarede i disse en opfattelse, der nærmer sig stærkt til den romerske, og fremkaldte stor forargelse ved at påstå, at de 39 artiklers udtryk gav plads for en anden opfattelse end den kalvinske. 
Efter Mannings og Newmans overtrædelse til den romerske kirke var Pusey ubestridt høvdingen for det højkirkelige parti, og han forandrede aldrig sit standpunkt, at den anglikanske episkopale kirke indtog den rette midtestilling over for Rom på den ene side og protestantismen på den anden. 
Flere gange udstedte han, hvad han kaldte et Eirenicon, som var et forsvar for højkirkens lære og praksis og kirkepolitik; det første var The Church of England, a Portion of Christs one, holy, Catholic church and a Means of restoring visible Unity (1865). 
Om forholdet til den græsk-ortodokse kirke og gammelkatolikkerne, som han håbede sig meget af, skrev han 1876: On the Clause »and the Son« in regard to the Eastern Church and the Bonn Conference. 
Han var en førerskikkelse, og ingen mand i England var i 19. århundrede i den grad genstand for sine tilhængeres kærlighed og sine modstanderes had. Hans karakter var uplettet, og egentlig var han en tilbageholdende natur, hvem det kostede overvindelse at træde stærkt frem. 